# 大本德鎮區 (堪薩斯州里帕布利克縣)
大本德鎮區（英語：Big Bend Township）為美國堪薩斯州里帕布利克縣轄下的鎮區。2010年美国人口普查中此鎮區人口有177人。

## 歷史
大本德鎮區設立於1872年。

## 地理
大本德鎮區涵蓋總面積為93平方（36平方英里），其中陸地面積為92平方（35.7平方英里），水域面積為0.78平方（0.3平方英里）或0.83%。海拔高度466（1,529英尺）。

## 人口統計
根據2010年美國人口普查，大本德鎮區人口有177人，其中男性有87人，女性有90人，人口密度為每平方公里1.9人，住房計126戶。鎮區內的白人有172人，非裔美國人有0人，美洲原住民有4人，亞裔美國人有0人，太平洋島裔美國人有0人，其他種族有0人，混血種族則有1人。此外鎮區內有0人為西班牙裔或拉丁裔美國人。此鎮區之年齡中位數為53.4歲，而男性年齡中位數為51.6歲，女性年齡中位數為56.3歲。